# Émission nocturne
Une émission nocturne, appelée aussi pollution nocturne ou orgasme du sommeil, est un orgasme spontané pendant le sommeil qui comprend une éjaculation pour un homme, une humidité vaginale et/ou un orgasme pour une femme.
Les émissions nocturnes sont plus fréquentes pendant l'adolescence et les premières années du jeune adulte, mais elles peuvent se produire à tout moment après la puberté, notamment lors d'abstention de toute activité sexuelle pendant une période prolongée. Il est possible de se réveiller pendant un rêve humide ou de rester endormi. Il s'agit d'un des modes possibles et naturels d'élimination des spermatozoïdes en parallèle de leur dégradation naturelle ou de leur réabsorption naturelle dans l'épididyme.
Malgré son caractère totalement normal et bénin, ce phénomène peut représenter une gêne chez le sujet, notamment en raison de son caractère désagréable (perturbation du sommeil, souillure des vêtements) ou encore venir augmenter des troubles psychologiques liés à des problèmes concernant la sexualité (frustration sexuelle, absence de désir, etc.).

## Fréquence

### Chez les hommes
Certains hommes ont connu un grand nombre d'émissions nocturnes à l'adolescence, tandis que d'autres n'en ont jamais connu. Aux États-Unis, 83 % des hommes ont connu des émissions nocturnes à un moment ou à un autre de leur vie. La fréquence moyenne des émissions nocturnes varie de 0,36 fois par semaine (environ une fois toutes les trois semaines) pour les hommes célibataires de 15 ans à 0,18 fois par semaine (environ une fois toutes les cinq semaines et demie) pour les hommes célibataires de 40 ans. Pour les hommes mariés : la moyenne varie de 0,23 fois par semaine (environ une fois par mois) pour ceux de 19 ans à 0,15 fois par semaine (environ une fois tous les deux mois) pour ceux de 50 ans. Dans certaines régions du monde, les émissions nocturnes sont plus fréquentes. Par exemple, en Indonésie, des enquêtes ont montré que 97 % des hommes subissent des émissions nocturnes avant l'âge de 24 ans.
Certains hommes n'ont les émissions qu'à un certain âge, tandis que d'autres les ont tout au long de leur vie après la puberté. La fréquence des émissions nocturnes n'a pas été liée de façon concluante à la fréquence de la masturbation. Alfred Kinsey a constaté qu'il pourrait y avoir « une certaine corrélation entre les fréquences de masturbation et les fréquences des émissions nocturnes. En général, les hommes qui ont les fréquences les plus élevées d'émissions nocturnes peuvent avoir des taux de masturbation un peu plus faibles ».
Un facteur qui peut affecter le nombre d'émissions nocturnes des hommes est la prise ou non de médicaments à base de testostérone. Dans une étude de Finkelstein et al. réalisée en 1998, le nombre de garçons déclarant des émissions nocturnes a augmenté de façon drastique à mesure que leurs doses de testostérone augmentaient, passant de 17 % des sujets sans traitement à 90 % des sujets à forte dose.
13 % des hommes ont leur première éjaculation à la suite d'une émission nocturne. Kinsey a constaté que les hommes ayant eu leur première éjaculation par une émission nocturne étaient plus âgés (un an ou plus que ceux ayant eu leur première éjaculation par masturbation).
En raison de la difficulté à recueillir l'éjaculat produit lors des émissions nocturnes, relativement peu d'études ont examiné sa composition,. Dans la plus grande étude, qui comprenait des échantillons d'émissions nocturnes de 10 hommes atteints d'anéjaculation idiopathique, la concentration de sperme était équivalente aux échantillons obtenus des mêmes hommes par stimulation vibratoire pénienne, bien que les proportions de spermatozoïdes mobiles et de morphologie normale aient été plus élevées dans les échantillons d'émissions nocturnes.

### Chez les femmes
La fréquence des émissions nocturnes est variable, tout comme chez les hommes. En 1953, le chercheur Alfred Kinsey a découvert que près de 40 % des femmes qu'il a interrogées ont eu un ou plusieurs orgasmes nocturnes ou rêves humides. Celles qui ont déclaré en avoir eu ont dit qu'elles en avaient généralement plusieurs fois par an et que les premiers orgasmes avaient lieu dès l'âge de treize ans, et généralement avant 21 ans. Kinsey a défini l'orgasme nocturne féminin comme une excitation sexuelle pendant le sommeil qui éveille la perception de l'expérience de l'orgasme.
Des recherches publiées par Barbara L Wells dans le Journal of Sex Research de 1986 indiquent que jusqu'à 85 % des femmes ont connu un orgasme nocturne avant l'âge de 21 ans. Cette recherche s'est basée sur des femmes qui se réveillent avec/pendant l'orgasme.
Des études ont montré que les hommes ont plus souvent des expériences sexuelles nocturnes spontanées que les femmes. Les rêves humides féminins peuvent être plus difficiles à identifier avec certitude que les rêves humides masculins car l'éjaculation est généralement associée à l'orgasme masculin alors que la lubrification vaginale peut ne pas indiquer l'orgasme. 